# Slovenska popevka 1971
Slovenska popevka 1971 je potekala od 10. do 12. junija v ljubljanski Hali Tivoli. Vodila sta jo Vili Vodopivec in Nataša Dolenc. Po uspehu prejšnjega leta so bili na festival zopet povabljeni tuji in jugoslovanski pevci, ki so slovenske pesmi peli v drugi izvedbi.

## Nastopajoči
I. večer
| #   | Slovenska izvedba            | Tuja izvedba                     | Naslov pesmi            | Avtor glasbe   | Avtor besedila  | Avtor aranžmaja |
| --- | ---------------------------- | -------------------------------- | ----------------------- | -------------- | --------------- | --------------- |
| 1.  | Alfi Nipič                   | Jean-Pierre Ska (Švica)          | Spoznanje               | Saša Pirc      | Gregor Strniša  | Mario Rijavec   |
| 2.  | Meta Malus                   | Peter Sedlák (Slovaška)          | Ti si moj pristan       | Franc Jagodic  | Elza Budau      | Mario Rijavec   |
| 3.  | Alenka Pinterič & Mladi levi | Pro Arte (Bosna in Hercegovina)  | Ne morem te več ljubiti | Đorđe Novković | Mirjam Tozon    | Jože Privšek    |
| 4.  | Eva Sršen                    | Marika Lichter (Zahodna Nemčija) | Zaigraj na srce         | Mojmir Sepe    | Elza Budau      | Mojmir Sepe     |
| 5.  | Bor Gostiša                  | Don Fardon (Velika Britanija)    | Ljubil bom le           | Bor Gostiša    | Dušan Velkaverh | Jure Robežnik   |
| 6.  | Vlado Samec                  | Péter Máté (Madžarska)           | Modro, modro            | Borut Lesjak   | Elza Budau      | Borut Lesjak    |
| 7.  | Braco Koren                  | Gianni Nazzaro (Italija)         | Ptica vrh Triglava      | Jure Robežnik  | Dušan Velkaverh | Jure Robežnik   |
| 8.  | Majda Sepe                   | Ljupka Dimitrovska (Hrvaška)     | Lonec brez medu         | Ati Soss       | Gregor Strniša  | Ati Soss        |
| 9.  | Edvin Fliser                 | Sandie Jones (Irska)             | Dve, tri besede         | Jože Privšek   | Gregor Strniša  | Jože Privšek    |
| 10. | Ditka Haberl                 | The Tremeloes (Velika Britanija) | Čuk                     | Mojmir Sepe    | Dušan Velkaverh | Mojmir Sepe     |

II. večer
| #   | Slovenska izvedba          | Tuja izvedba                       | Naslov pesmi         | Avtor glasbe  | Avtor besedila  | Avtor aranžmaja |
| --- | -------------------------- | ---------------------------------- | -------------------- | ------------- | --------------- | --------------- |
| 1.  | Sonja Gabršček             | The Family Dogg (Velika Britanija) | Pesem sreče          | Aleš Kersnik  | Elza Budau      | Milan Mihelič   |
| 2.  | Irena Kohont               | Catherine Le Forestier (Francija)  | Večna mladost        | Dečo Žgur     | Gregor Strniša  | Dečo Žgur       |
| 3.  | Marjana Deržaj             | Anna Identici (Italija)            | Samo za naju dva     | Ati Soss      | Branko Šömen    | Ati Soss        |
| 4.  | Lado Leskovar              | Judd Hamilton (Velika Britanija)   | Poraz                | Jože Privšek  | Dušan Velkaverh | Jože Privšek    |
| 5.  | Mladi levi                 | Jaime Morey (Španija)              | Gostja               | Mojmir Sepe   | Dušan Velkaverh | Dečo Žgur       |
| 6.  | Jožica Svete               | Lily Castel (Belgija)              | Povej dežju          | Milan Mihelič | Elza Budau      | Milan Mihelič   |
| 7.  | Elda Viler                 | Samantha Jones (Velika Britanija)  | Včeraj, danes, jutri | Ati Soss      | Branko Šömen    | Ati Soss        |
| 8.  | Lidija Kodrič & Mladi levi | Eric (Avstrija)                    | Eva in Lojze         | Jure Robežnik | Elza Budau      | Jure Robežnik   |
| 9.  | Oto Pestner                | Miriam Del Mare (Italija)          | Trideset let         | Dušan Porenta | Dušan Porenta   | Bojan Adamič    |
| 10. | Bele vrane                 | The Family Dogg (Velika Britanija) | Ženitovanjska        | Jože Privšek  | Dušan Velkaverh | Jože Privšek    |

## Seznam nagrajencev
Nagrada mednarodne žirije
- Včeraj, danes, jutri Atija Sossa (glasba) in Branka Šömna (besedilo) v izvedbi Elde Viler v alternaciji s Samantho Jones

Nagrade občinstva
- 1. nagrada: Trideset let Dušana Porente (glasba in besedilo) v izvedbi Ota Pestnerja v alternaciji z Miriam Del Mare
- 2. nagrada: Samo za naju dva Atija Sossa (glasba) in Branka Šömna (besedilo) v izvedbi Marjane Deržaj v alternaciji z Anno Identici
- 3. nagrada: Lonec brez medu Atija Sossa (glasba) in Gregorja Strniše (besedilo) v izvedbi Majde Sepe v alternaciji z Ljupko Dimitrovsko

Nagrade strokovne žirije
- 1. nagrada: Včeraj, danes, jutri Atija Sossa (glasba) in Branka Šömna (besedilo) v izvedbi Elde Viler v alternaciji s Samantho Jones
- 2. nagrada: Poraz Jožeta Privška (glasba) in Dušana Velkaverha (besedilo) v izvedbi Lada Leskovarja v alternaciji z Juddom Hamiltonom
- 3. nagrada: Ptica vrh Triglava Jureta Robežnika (glasba) in Dušana Velkaverha (besedilo) v izvedbi Braca Korena v alternaciji z Giannijem Nazzarom

Nagrada tednika Pavliha za besedilo, »ki z največ besedami najmanj pove«
- Gregor Strniša za pesem Lonec brez medu

Nagrada za najboljše besedilo
- nagrade niso podelili, saj je žirija tednika Mladina menila, da nobeno besedilo ni ustrezalo njenim kriterijem